# Chuyến bay 1344 của Air India Express
Chuyến bay 1344 của Air India Express là chuyến bay thường lệ từ sân bay quốc tế Dubai đến sân bay quốc tế Calicut ở Kerala, Ấn Độ. Vào ngày 7 tháng 8 năm 2020, chiếc Boeing 737-8HG trượt khỏi cuối đường băng vào một hẻm núi, và nó bị vỡ thành hai mảnh. Trong số 191 người trên máy bay, (185 hành khách và sáu phi hành đoàn), mười bảy người, bao gồm cả hai phi công, đã thiệt mạng.

## Máy bay và phi hành đoàn
Vụ tai nạn liên quan đến một chiếc Boeing 737-8HG có đăng ký máy bay VT-AXH và số sê-ri của nhà sản xuất 36323, dòng số 2108. Nó bay lần đầu vào ngày 15 tháng 11 năm 2006. Vào thời điểm gặp nạn, máy bay đã 13,7 tuổi. Máy bay được chỉ huy bởi Đại úy Chỉ huy Cánh Deepak Vasant Sathe, người đã từng là phi công thử nghiệm của Không quân Ấn Độ trước khi gia nhập Air India Express, và Cơ trưởng Akhilesh Kumar, người là phi công phụ.

## Chuyến bay và sự cố
Máy bay rời khu E6 và cất cánh từ Đường băng 30R tại Sân bay Quốc tế Dubai vào ngày 7 tháng 8 năm 2020, lúc 18:14 IST (ngày 7 tháng 8 năm 2020, 13:14 UTC) và dự kiến đến Sân bay Quốc tế Calicut ở Kozhikode, Kerala, lúc 19:40 IST là một phần của Phái bộ Vande Bharat, dự định sơ tán những người da đỏ bị mắc kẹt ở nước ngoài do đại dịch COVID-19.
Máy bay đã cố gắng đến sân bay đúng giờ và bay vòng phía trên đường băng trong khi chờ thông quan trước khi hạ cánh xuống đường băng 10. Do gió mùa ở Kerala vào thời điểm đó, cả điều kiện thời tiết và tầm nhìn đều rất kém. Máy bay không thể dừng lại trước khi kết thúc đường băng và lao xuống thành một hẻm núi cao 9 mét, vỡ làm đôi khi va chạm. Không có vụ cháy sau vụ tai nạn nào được báo cáo.

## Nạn nhân
Ngoài bảy thành viên phi hành đoàn, có tổng cộng 189 hành khách, 5 tiếp viên và 2 phi hành đoàn buồng lái có mặt trên máy bay vào thời điểm máy bay rơi. Theo CV Anand, Tổng thanh tra của Lực lượng An ninh Công nghiệp Trung ương, ít nhất 17 người chết trong vụ tai nạn, bao gồm cả phi công và 46 người khác bị thương nặng.
| Tử vong    | Tử vong       | Tử vong | Người sống sót | Người sống sót | Người sống sót | Toàn bộ |
| Hành khách | Phi hành đoàn | Toàn bộ | Hành khách     | Phi hành đoàn  | Toàn bộ        | Toàn bộ |
| ---------- | ------------- | ------- | -------------- | -------------- | -------------- | ------- |
| 15         | 2             | 17      | 170            | 4              | 174            | 191     |

## Cứu hộ và ứng phó
Cảnh sát địa phương và lính cứu hỏa đã được triển khai cho các hoạt động cứu hộ ban đầu. Bộ trưởng Bộ Nội vụ Amit Shah đã chỉ thị Lực lượng Ứng phó Thảm họa Quốc gia (NDRF) tiếp cận địa điểm sớm nhất và hỗ trợ các hoạt động cứu hộ. Đội Ứng cứu khẩn cấp và Đội GO, Đội hỗ trợ đặc biệt của Air India Express, từ Cochin, Mumbai và Delhi đã được cử đến hiện trường vụ tai nạn. Các nạn nhân được điều trị tại nhiều bệnh viện khác nhau ở Calicut.

## Điều tra
Tổng cục Hàng không đã mở cuộc điều tra vụ tai nạn. Một cuộc điều tra cũng sẽ được tiến hành bởi Cục Điều tra Tai nạn Máy bay.